# Moteur au magnésium
Le moteur au magnésium (en anglais : Magnesium Injection Cycle, MAGIC) est un prototype de moteur en cours de développement par Mitsubishi Corporation et le Pr Takashi Yabe, de l'Institut de Technologie de Tokyo. Il utilise l'énergie du soleil — son rayonnement, à l'aide d'un laser solaire — pour effectuer une transformation d'énergie utilisant du magnésium et de l'eau,,,.

## Résumé
Une coentreprise, créée en 2005, a développé un prototype, toujours au stade expérimental en 2009, fonctionnant sans émission de CO2 et sans utilisation de combustible fossile,,. La réaction exothermique du magnésium chauffé à 600°C  avec de l'eau, produit de la vapeur d'eau à haute pression et de l'hydrogène ; celui-ci est brûlé immédiatement, produisant un surcroît de vapeur (HES). Ces deux sources de vapeur fournissent la puissance au moteur. Ce cycle énergétique ne produit ni CO2 ni émission nocive d'aucune sorte. Les seuls sous-produits de cette réaction sont de l'eau et de l'oxyde de magnésium. Pour le recyclage de cet oxyde, le magnésium, un élément métallique très commun, peut être séparé de l'oxygène grâce à un laser solaire.
{\displaystyle {\rm {Mg+2H_{2}O\longrightarrow Mg(OH)_{2}+H_{2}+{\text{énergie}}}}}            (1)
{\displaystyle {\rm {2H_{2}+O_{2}\longrightarrow 2H_{2}O+{\text{énergie}}}}}                 (2)
{\displaystyle {\rm {2Mg+2H_{2}O+O_{2}\longrightarrow 2Mg(OH)_{2}+{\text{énergie}}}}}       (3)=(1)+(2)

## Puissance de sortie
Nonobstant sa petite taille (environ 5 cm de diamètre et 13,5 cm de hauteur), le moteur est capable de générer plusieurs dizaines de kilowatts. Il est destiné à une utilisation en cogénération, aux automobiles, aux bateaux et à bien d'autres champs d'application. En 2006, le groupe affirmait vouloir poursuivre les recherches en vue d'une commercialisation sous trois ans. Depuis, aucune annonce n'a été faite.

## Équipe
Les recherches étaient menées par le Pr Takashi Yabe, aidé du Pr Ikuta et d'autres chercheurs du Tokyo Institute of Technology, en coopération avec Ono Denki Seisakusho K.K., un constructeur en mécanique de précision basé à Shinagawa, Tokyo. Le Pr Yabe a effectué des essais en 2007, à la Conférence environnementale du G8 de Hokkaido Toyako à Chitose au Japon.